# Локорско
Локорско (болг. Локорско) — село в Болгарии. Находится в Городской области Софии, входит в общину Столична. Население составляет 721 человек.

## Политическая ситуация
В местном кметстве Локорско, в состав которого входит Локорско, должность кмета (старосты) исполняет Христо Найденов Христов (Граждане за европейское развитие Болгарии (ГЕРБ)) по результатам выборов правления кметства.
Кмет (мэр) общины Столична — Бойко Методиев Борисов (Граждане за европейское развитие Болгарии (ГЕРБ)) по результатам выборов в правление общины.